# Zoolito
Un zoolito (del griego «ζωον» zoon, 'animal', y λίθος lithos, 'piedra') es un artefacto arqueológico elaborado en piedra con forma de animal.
Están estrechamente relacionados con los ornitolitos y antropolitos. Los hallazgos más notables se encuentran en Sudamérica, fundamentalmente en Brasil, donde se hallaron zoolitos con forma de pez. También se los halla en Uruguay, donde se destacan las tabletas shamánicas zoomórficas encontradas en San Luis, Valizas, Cabo Polonio y Tacuarí; por sus similitudes con otras piezas de la "tradición sambaquí" del sudeste del Brasil se considera que, en vez de haber sido realizada por indígenas del Uruguay, probablemente se trate de un producto de un intercambio cultural. 

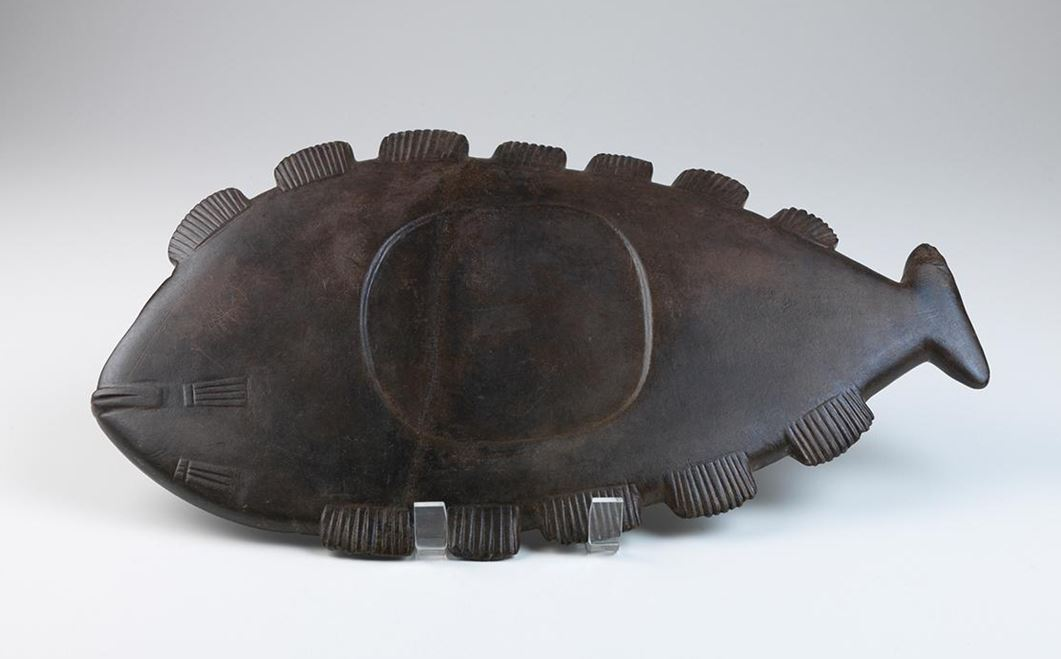
Zoólito

Se puede suponer que estos objetos servían como morteros para la mezcla de alucinógenos con fines ceremoniales. Esta pieza denota una sociedad sofisticada, y es muy escasa, por lo que no son infrecuentes las falsificaciones.